# 汐見さやか
汐見 さやか（サヤカ シオミ 、SAYAKA SHIOMI 6月9日 - ）は、日本の 音楽ジャーナリスト、（国際ジャーナリスト連盟メンバー）ラジオパーソナリティ、MC、ナレーター、タレント、アーティストマネージメント、海外コーディネーター、音楽マーケティング&プロモーション講師。血液型A型。

## 人物
1999年にタレントとしてデビューし深夜番組、バラエティ番組を中心に活動し始め、Vシネマや映画にも出演し雑誌、CMモデル、東京モーターショー、東京オートサロン他モデルとしても活躍していた。

## 略歴
ラジオDJオーディション優勝をきっかけに、ラジオDJ、イベントMC、ナレーターとしての活動幅を広げ「汐見さやかのSunsetRock」では、鮫島秀樹、PERSONZ、ユニコーンの阿部義晴、ダイアモンド☆ユカイ、西田昌史（EARTHSHAKER）、寺田恵子（SHOW-YA)、中村中、カルメン・マキ、田村直美、高崎晃（LOUDNESS)といった日本のロックミュージシャンを始め、スティーヴィー・サラス、ジョージ・リンチ、ブーツィー・コリンズ、ポール・スタンレー、コーン、スティーヴ・ヴァイ、ビリー・シーン、ハーマン・リ　(dragonforce)、ジョー・サトリアーニ、ポール・ギルバート、イングヴェイ・マルムスティーン、チャド・スミス、リッチー・コッツェン、マイケル・アモット、マイケル・シェンカー、DEVO、Y&T、ギターウルフ、Joan Jett、Rudy Surzo、Ray Luzier (Korn)、Marilyn Manson、The doors、Kelle Rhoads、Buddy Guy、Goo goo dolls、 Sick Puppies、Natalie Cole、Queensryche、Richie Kotzen、dUg Pinnick、Phill Sossan、Kiko(ANGRA)、Marco Mendoza、STEVE STEVENS、T.M. Stevens、Philip Bynoe、Chris Duarte、L. A. Guns、Black Label Society、Jimm Ladd、SLASH、Zebrahead、FISHBONE、MEGADETH、Black Sabbath、Back Cherry、Semi Precious Weapons、Motley Crue、Y&T、Booty Collins、Anthrax、Dragon force、STEVIE SALAS、Andrew W.K.、Gene Simmons (Kiss)、Nuno Bettencourt、Steve Vai、Andy Timmons、Kelly King、Eric Peterson、John Densmore(Doors)等多くの海外ミュージシャン達もゲスト出演している。

## 渡米後とキャリア
2007年秋、渡米し、現地からのレポートも同番組で、さらにSoundRoketsTVでも放送中である。現地からのレポートにより、いち早く海外ミュージシャンの生の声を両番組で聴く事が出来る。
また現地で音楽イベント(Ascap expo,Sunset Strip Music Festival, SXSW, NARM, NAMMSHOW Etc...)やアーティストインタビュー,記者会見(Black sabbath再結成記者会見、モトリクルー再結成記者会見、モトリクルー解散ツアー記者会見等多数）の取材などを行う傍らUCLAにて音楽ビジネス、デジタルマーケティングを学ぶ。アメリカ現地にてPlanetLA Records A&R,International promotion&Media relationを経て、Premier Global Entertainment CEOに就任。ツアーマネージャーとしても、積極的に現場で活躍し日本のバンドと一緒に２週間ツアー（SXSW含む）にも同行した。
その後も海外ツアーマネージメント、コーディネーターとして活躍しLos Angelesのマルチエンターテイメント企業 Scapegrace Music所属。
音楽ビジネスマーケティング＆プロモーションのインストラクターとしても活動し、海外アーティストの日本プロモーションコーディネートも行っている。
2015年4月27日にはコズモスクワッド、矢沢永吉のツアーメンバーとして活動するJeff KollmanのJamセッションのキャスティング＆プロモーションコーディネートも行い好評を得た。
2015年8月には、Los Angelesで開催されたIndie Entertainment summitにてインターナショナルマーケティング&プロモーションのゲストスピーカーとして招聘された。同年夏南カルフォルニアで行われた音楽フェス”Cathouse live”にも招聘され、２０１５年以降 NAMM SHOW after Partyの一つである”Bash Fest”では日本人ジャナーリスト初メディア登録されている。その他現地音楽マガジン”BLABBER MOUTH.net”にも取材レポート記事を提供、国内ではウェブマガジン”Ok.Muisc,BARKS,ヤングギター,Player”などに海外取材記事を提供した。日米間においてRecord Store Dayのコーディネートも行っている。